# Informe Archambault
El Informe Archambault fue un estudio influyente del sistema penitenciario de Canadá, publicado en 1938, cuyo título completo era Royal Commission Report on Penal Reform in Canada (Informe de la Real Comisión sobre la Reforma Penal en Canadá), fue producto de cuatro años de estudio por la Royal Commission, presidida por el ministro de justicia Joseph Archambault. Es reconocido como el primer documento sobre la reforma de las prisiones en Canadá que se concentra más en la rehabilitación que en la justicia retributiva.

## Hacinamiento y crisis económica
La época de la Gran Depresión dejó al gobierno canadiense sin dinero para ampliar las instalaciones penitenciarias con las que contaba y sin la posibilidad de establecer más. Del mismo modo, la crisis económica hizo que la población en prisión aumentara. Aunque se realizó alguna construcción, el hacinamiento creaba importantes tensiones, que finalmente estallaban en forma de grandes motines. La Penitenciaría  de Kingston en 1932 padeció durante seis días el primero de ellos. Tuvieron lugar quince más por todo el país entre esa fecha y 1937.

## Comisión

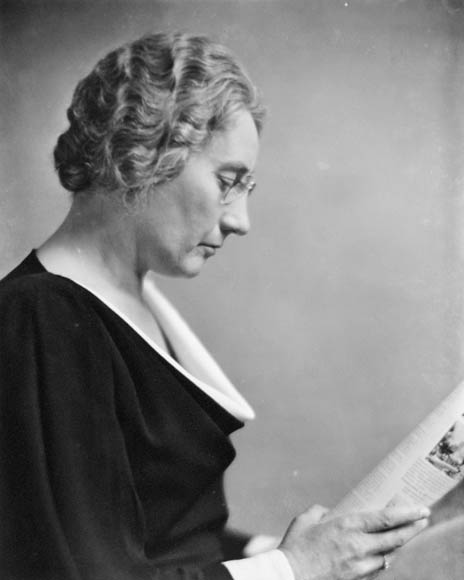
Agnes McPhail 1934.

Por lo tanto, resultaba evidente la necesidad de una reforma que encontró en Agnes Macphail, la primera mujer elegida parlamentaria en Canadá, una iniciadora llena de ideas, que ya había insistido en la necesidad de cambios desde su elección en 1922. Propuso la creación de un consejo de libertad condicional independiente, que evaluara a todos los delincuentes para otorgarles esta posibilidad. Tras el cambio de gobierno acaecido en 1935, se creó la Royal Commission de investigación de las cárceles de Canadá, dirigida por el ministro de justicia Joseph Archambault. Éste examinó cuidadosamente cada aspecto del sistema de prisiones.

## Informe
Las preocupaciones que había expuesto Macphail durante años al respecto de las condiciones de la prisión y la importancia de la libertad condicional fueron afirmadas en 1938 por un informe sustancial y profundo. Entre otras cosas se remarcaba el dato de que más del 70% de los internos eran delincuentes habituales, por lo que se acordó realizar esfuerzos más efectivos a la hora de rehabilitar a los convictos. Se pidió la instauración de comisión de prisiones con auténtica autoridad sobre la gestión de los correccionales que actuara como un órgano independiente al tomar decisiones federales sobre la libertad condicional.
El informe causó muchos debates en cuanto a su implementación, esbozándose una Ley de Penitenciarías (Penitentiary Act), pero no pudo continuarse por causa del inicio de la Segunda Guerra Mundial.